# Georges Baillet
Georges Baillet, né le 8 juillet 1848 à Valenciennes et mort le 25 janvier 1935 à Paris, est un acteur français.

## Biographie

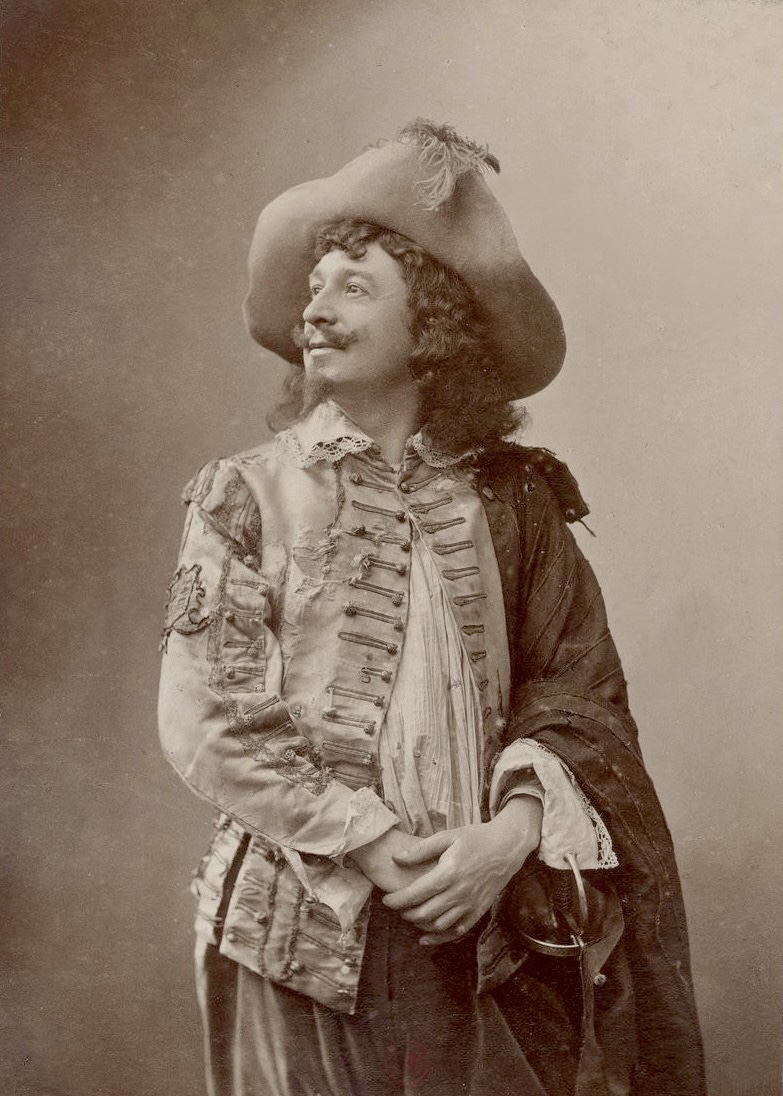
Georges Baillet en 1879 pour la représentation de Ruy Blas par Paul Nadar

Georges Baillet naît 8 juillet 1848 à Valenciennes. Après sa sortie du séminaire à Bourges, son père ingénieur au Creusot l'emmène vivre avec lui : c'est dans cette commune qu'il fait connaissance avec Sully Prudhomme qui devient son ami, l'un récitant les poèmes que l'autre avait composé.  
Après la guerre de 1870 où il s'est illustré en tant que sous-lieutenant, il intègre le conservatoire dans la Classe de Bressant où il obtient un premier accessit en 1872, puis, le 11 octobre de la même année, il débute au Théâtre de l'Odéon dans le rôle de Valère de Tartuffe. 
Engagé à la Comédie Française le 18 novembre 1875 pour occuper le rôle de Clitandre dans Les Femmes savantes, il y joue régulièrement jusqu'en 1903. Il est nommé Sociétaire en 1887. L'un des rôles qu'il interprète le plus souvent est celui de César de Bazan dans Ruy Blas.
Il décide de prendre sa retraite le 15 janvier 1908 en partie à cause d'une discussion au sujet d'une demande de déménagement de la loge qu'il occupait.
Il continue cependant à s'occuper de théâtre à travers des œuvres de bienfaisance et de charité en devenant membre du comité de direction du Trente ans de Théâtre dès 1908 puis président en 1924.
Il s'engage en 1915 en tant qu'infirmier à l'hôpital auxiliaire. Il assure 274 représentations pour les soldats blessés de 1916 jusqu'à la signature de la paix dans des hôpitaux de Paris et de province.
Il est promu officier de la Légion d'honneur en 1931.
Il meurt le 25 janvier 1935 en son domicile dans le 9e arrondissement de Paris.
Il est inhumé au Cimetière de Passy (11e division).

## Théâtre

### Hors Comédie-Française
- 1875 : Un drame sous Philippe II de Georges de Porto-Riche, théâtre de l'Odéon : le marquis de Pescaire

### Carrière à la Comédie-Française
Entrée  en 1875
Nommé 314e sociétaire en 1887
Retraite en 1908
- 1876 : L'Étrangère d'Alexandre Dumas fils : D'Ermelines

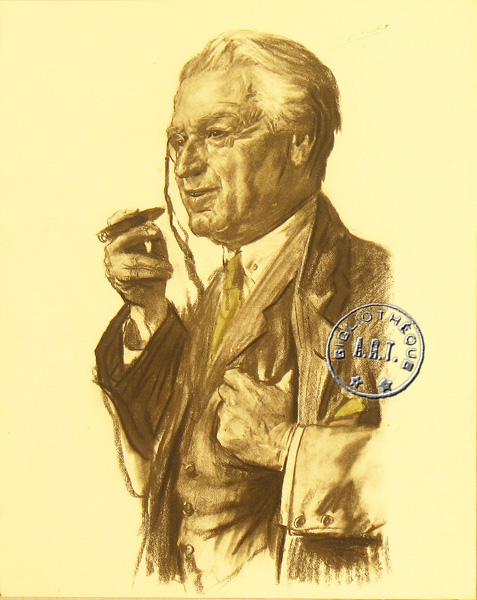
Georges Baillet en 1922 par Lucien Jonas

- 1876 : Le Mariage de Victorine de George Sand : Fulgence
- 1877 : Hernani de Victor Hugo : Don Sanchez
- 1882 : Le roi s'amuse de Victor Hugo : M. de Gordes
- 1886 : Le Misanthrope de Molière : Philinte
- 1889 : Henri III et sa cour d'Alexandre Dumas : Bussy d'Amboise
- 1894 : Le Barbier de Séville de Beaumarchais : Almaviva
- 1899 : Mercadet d'Honoré de Balzac : De la Brive
- 1899 : Othello de William Shakespeare, adaptation de Jean Aicard : Cassio
- 1899 : Le Mariage de Figaro de Beaumarchais : Almaviva
- 1901 : Le Misanthrope de Molière : Philinte
- 1902 : Ruy Blas de Victor Hugo : Don César de Bazan

## Sources
- La carrière de Georges Baillet dans le Figaro du 28 janvier 1935 page 6 sur Gallica
- Nécrologie dans le journal le Temps du 28 janvier 1935 page 5 sur Gallica
- Nécrologie dans le Journal des débats politiques et littéraires du 28 janvier 1935 page 4 sur Gallica